# Pirates of the Caribbean (attractie)
Pirates of the Caribbean is een dark water ride in de attractieparken Disneyland Park (Anaheim), Disneyland Park (Parijs) , Magic Kingdom, Tokyo Disneyland en Shanghai Disneyland.

## Geschiedenis
Pirates of the Caribbean werd geopend op 18 maart 1967 in het Disneyland Park in Anaheim, drie maanden na de dood van Walt Disney. Oorspronkelijk zou de attractie een wassenbeeldenmuseum worden en Blue Bayou Lagoon heten. Het idee van het wassenbeeldenmuseum werd tijdens de wereldtentoonstelling in New York in 1964 / 1965 gewijzigd. Er stonden toen vier attracties van Walt Disney, waaronder It's a Small World. Deze attractie was populair en kon snel veel bezoekers wegwerken met het systeem van rondvaartboten. Hierop veranderde Walt Disney het concept van Blue Bayou Lagoon in een rondvaart langs verschillende scènes. Op het succes van de audio-animatronic van Abraham Lincoln, wilde Walt ook audio-animatronics gaan gebruiken voor zijn nieuwe attractie. Om de ontwerpers te helpen huurde Walt Disney 120 acteurs in voor de bewegingen die de animatronics moesten maken. Later werd de naam van de nieuwe attractie gewijzigd in de huidige naam om meer te verwijzen naar het thema van de attractie. De naam van het restaurant in de attractie is wel hetzelfde gebleven en heet Blue Bayou Restaurant. De oorspronkelijke naam was bedacht naar de Louisiana-bayou die te vinden is rond New Orleans. Het oorspronkelijke thema was piraten in een bayou rondom de stad New Orleans en dit is het nog steeds. De attractie ligt daarom in het themagebied New Orleans Square. Dit thema werd ook gekozen omdat tijdens de oorlog van 1812 een piraat genaamd Jean Lafitte voor het Amerikaanse leger vocht rond de stad New Orleans. Walt Disney wou ook een eerbetoon geven aan deze piraat, maar breidde het concept later uit tot een attractie vol met piraten rond de stad New Orleans.

## Locaties
De opzet van alle attracties in de Disney-parken is hetzelfde. De attractie wordt afgelegd in boten die door een kanaal varen. Hierbij varen de boten door grottenstelsels en een piratenvestiging waar diverse (bewegende) objecten en animatronics te vinden zijn. Op diverse punten in de attractie is het nummer Yoho (A Pirate's Life for Me), van X Atencio en George Bruns te horen.

### Disneyland Park (Anaheim)
De attractie in het Disneyland Park te Anaheim is de eerste Pirates of the Caribbean attractie in alle Disney-resorts. De dark water ride werd gebouwd door Arrow Development. Het opende 18 maart 1967 in het themagebied New Orleans Square. De entree van de attractie is gedecoreerd in typische architectuur van de 19e eeuw in New Orleans. De rit duurt 15:30 minuten.
Oorspronkelijk zou op de eerste verdieping van de attractie een privé appartement komen voor de Disney familie, genaamd Royal Suite. Dit werd echter na de dood van Walt Disney stilgelegd en later gewijzigd in een kunst-gerelateerde museum genaamd de Disney Gallery. Dit museum bleef bestaan tot 2007, toen het werd omgebouwd tot de Disneyland Dream Suite.

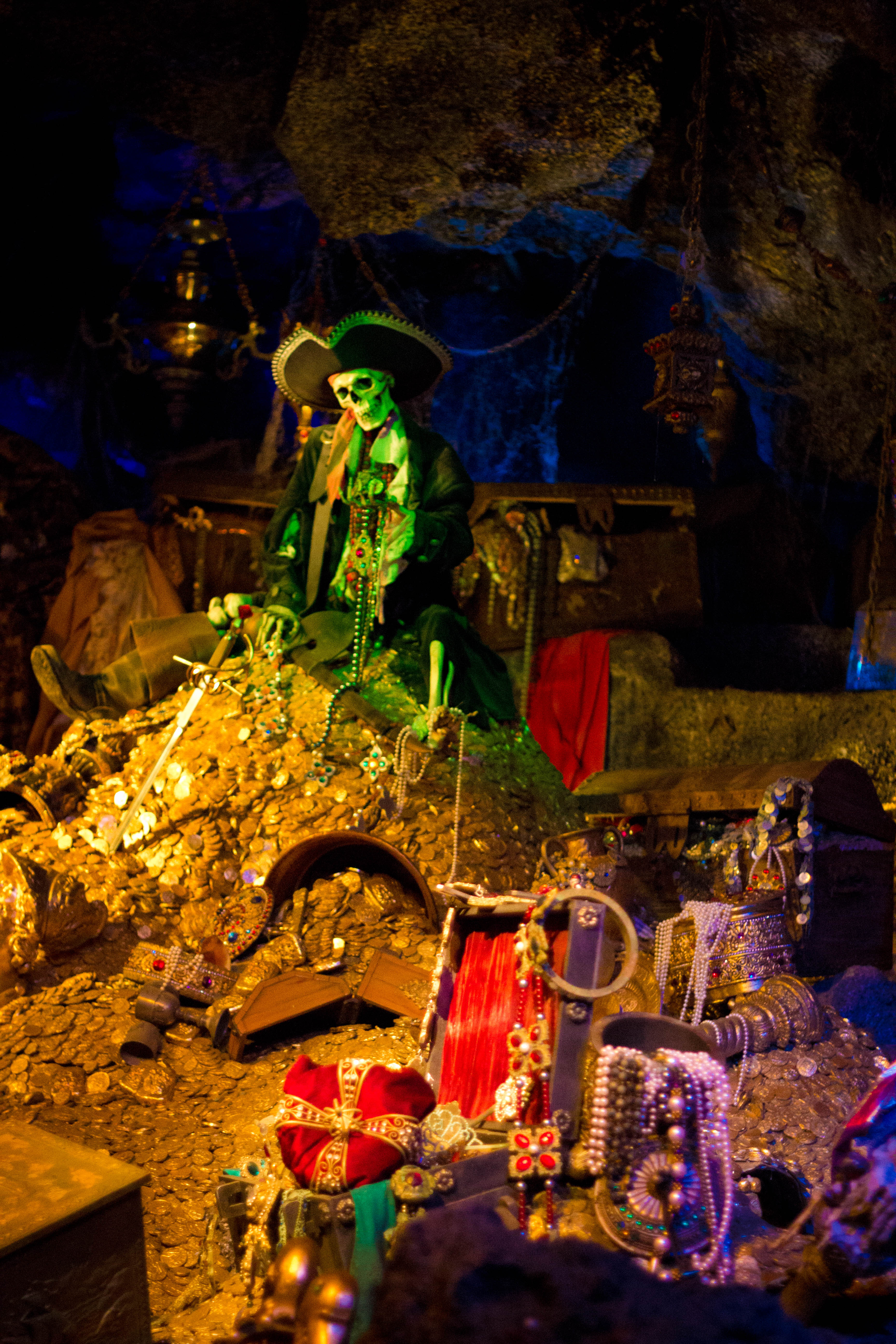
Decoratie tijdens de rit.
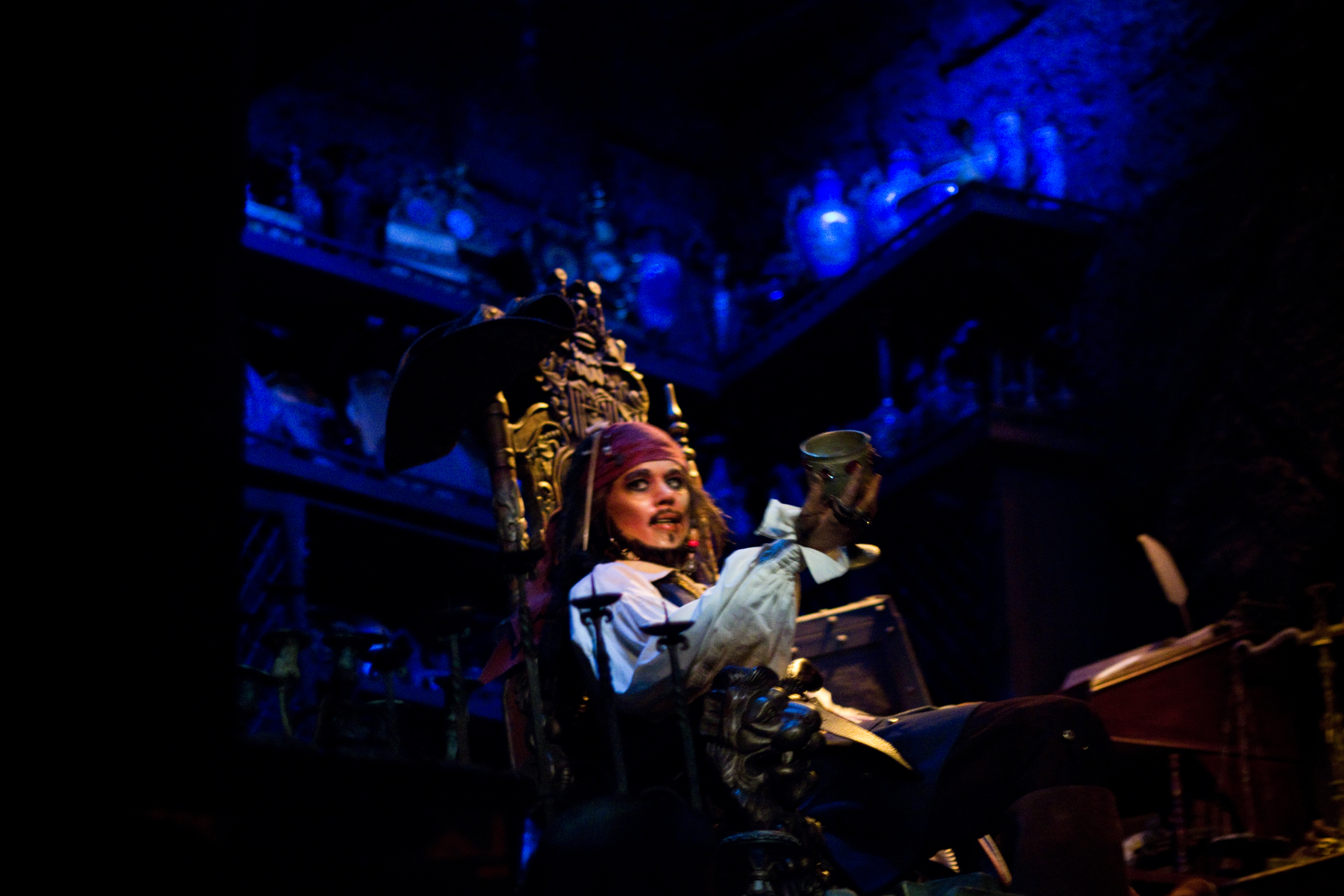
Animatronic van Jack Sparrow.
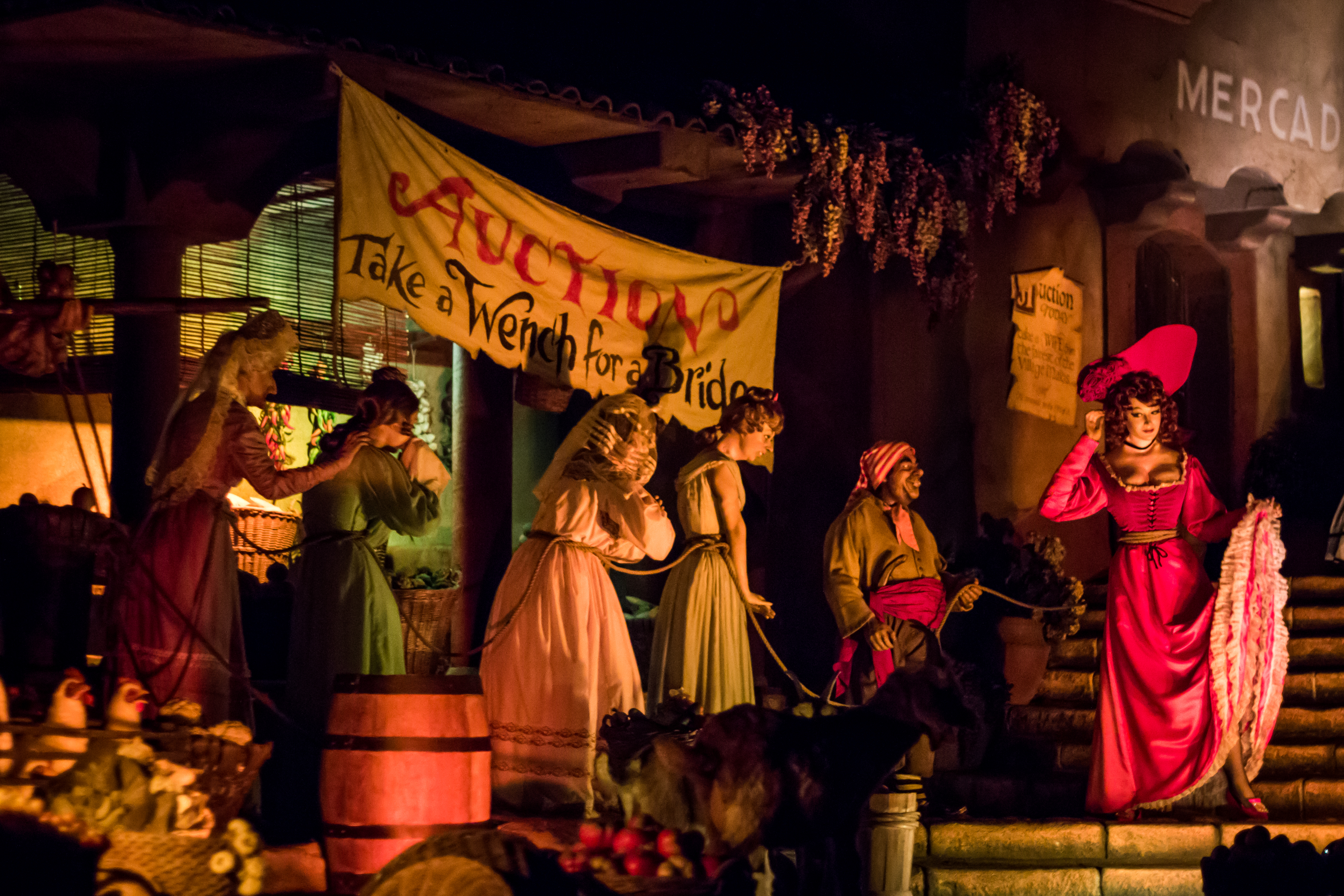

### Magic Kingdom
De attractie in het Magic Kingdom opende 15 september 1973 in het themagebied Adventureland. Aanvankelijk was het de bedoeling dat er een darkride gebouwd zou worden met als thema het Wilde Westen. De entree van de attractie is qua architectuur gebaseerd op Kasteel San Felipe del Morro. De rit duurt 8:30 minuten en is deels identiek aan de versie in Anaheim. De darkride kent een aparte wachtrij voor bezitters van een FastPass.

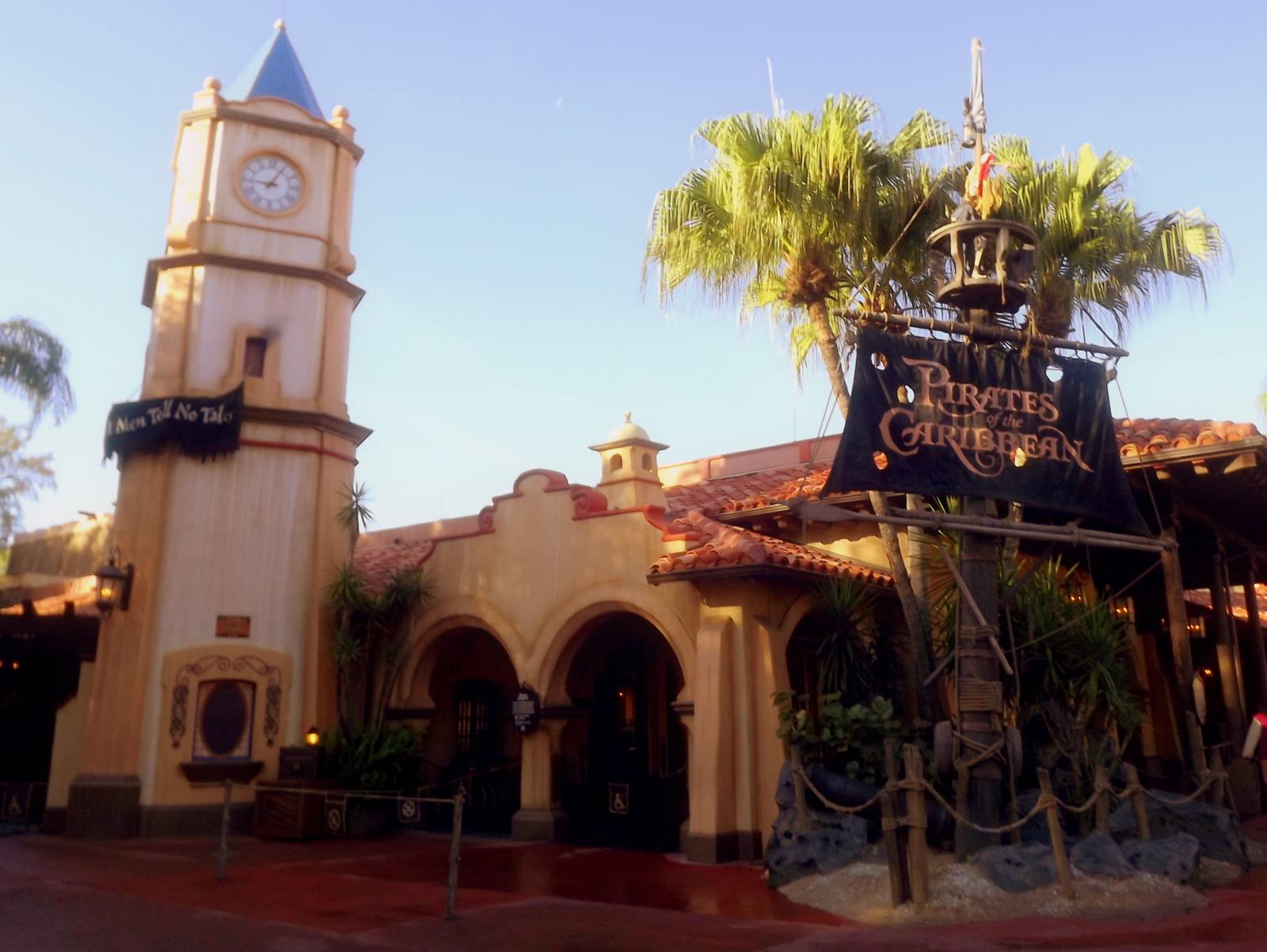
Entree
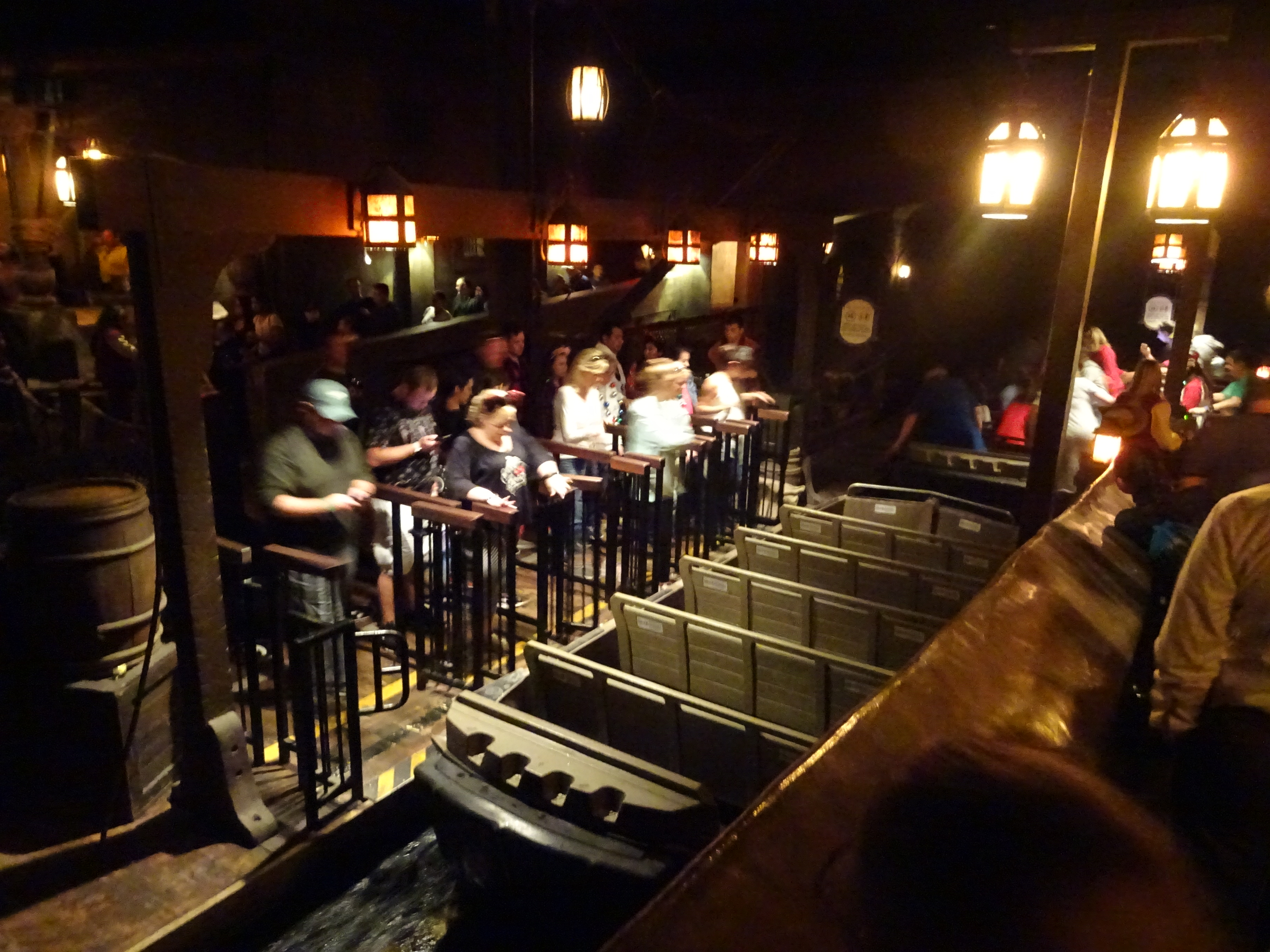
Station
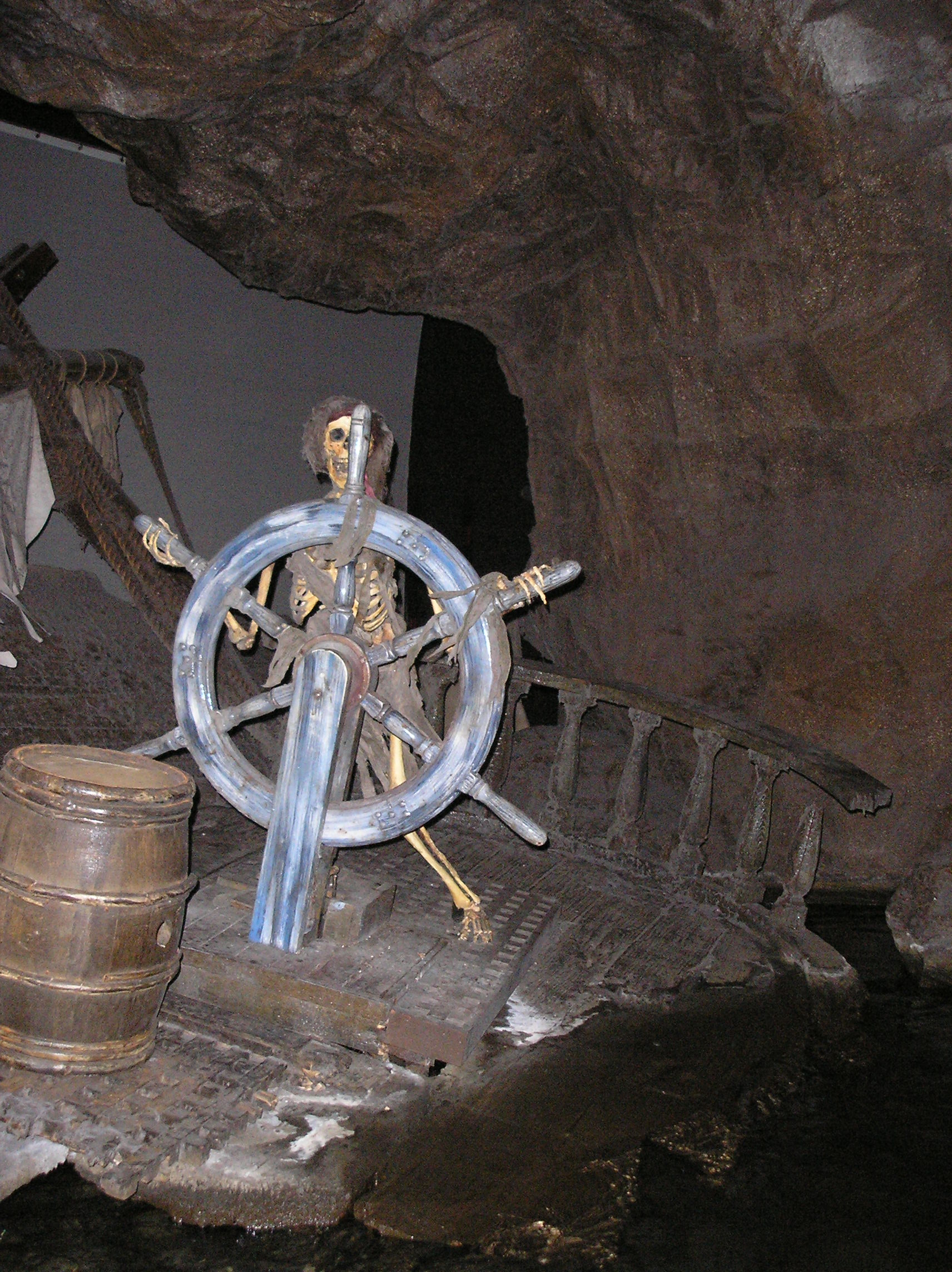
Decoratie tijdens de rit.

### Tokyo Disneyland
De attractie in Tokyo Disneyland opende 15 april 1983 en duurt 9:30 minuten. Pirates of the Caribbean ligt in het themagebied Adventureland en de entree is ook gedecoreerd in de architectuurstijl van de 19e eeuw in de stad New Orleans.

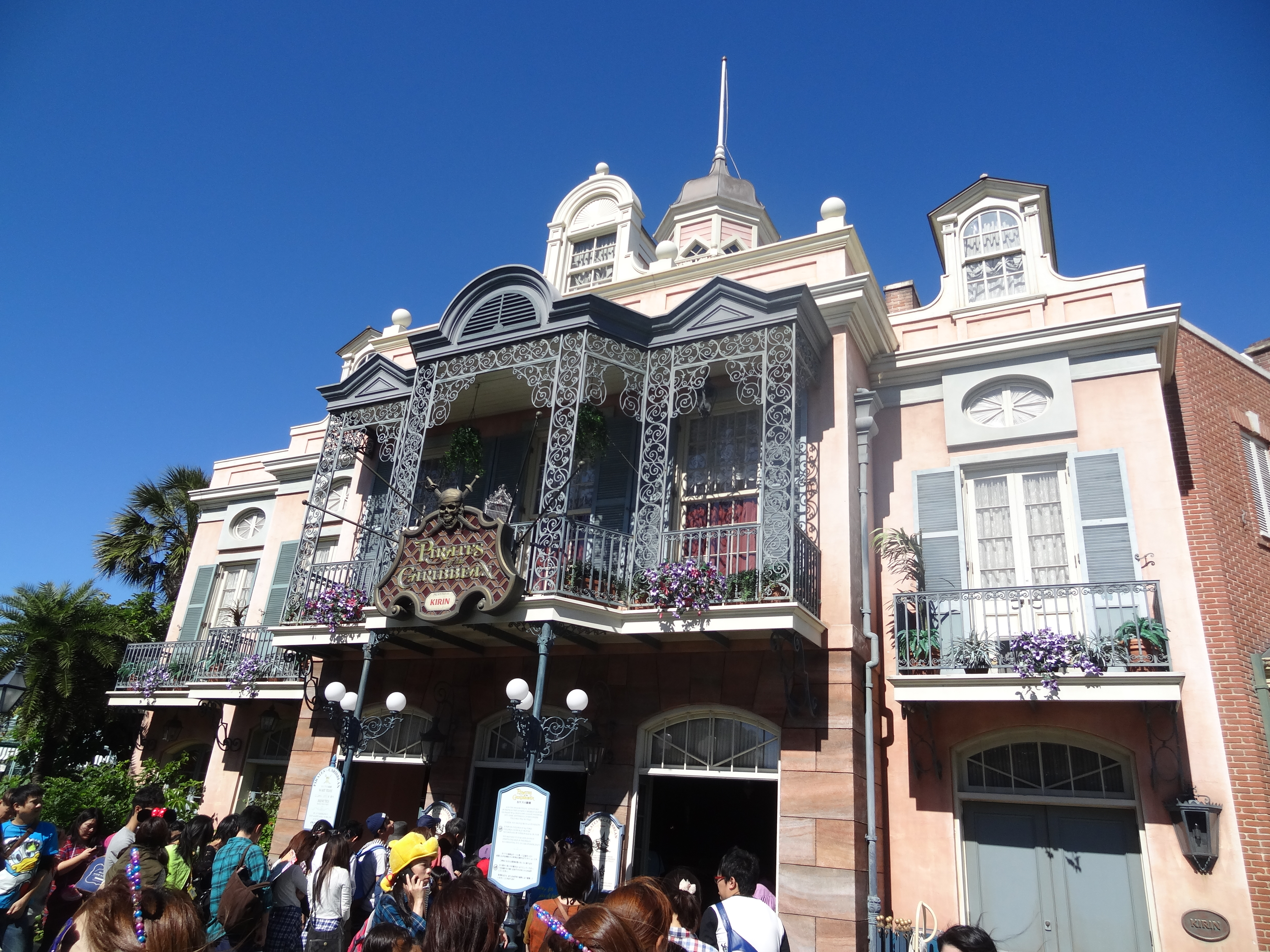
Gedecoreerde entree

### Disneyland Park (Parijs)
De darkride opende op 12 april 1992 tezamen met de rest van het attractiepark. De 10:30 minuten durende rit bevindt zich in Adventureland. De attractie bevindt zich in een naar een vesting gedecoreerd gebouw. De rit begint in een baai waar zich een restaurant bevindt. Restaurantbezoekers hebben dus zicht op de voorbij varende boten. Hierna volgt een optakeling naar de tweede verdieping van de attractie. Bovenin varen de boten door een vesting, waarbij de kerkers gepasseerd worden. In de kerkers zitten een aantal piraten gevangen. Zij proberen met een bot een hond te lokken. De hond heeft immers de sleutels van de gevangenisdeur in zijn bek. Hierna volgt de eerste afdaling die uitkomt in een piratenvesting. Voor de vesting ligt een schip met daarop diverse piraten die kanonnen afschieten als de bezoekers passeren. In de vestingsstad zelf bevinden zich tientallen animatronics van piraten, waaronder Jack Sparrow die zich in een ton bevindt. Vanuit de vesting maakt de boot een tweede afdeling, waarna het in een grottenstelsel terechtkomt. Hier bevinden zich animatronics van Hector Barbossa die na een bliksemschicht van gedaante veranderd. Hierna begint hij hardop te lachen probeert de bezoekers met zijn zwaard te slaan. Verderop zit een animatronic van Jack Sparrow. Hij zit in een stoel bovenop een berg met goud en diamanten, terwijl hij het lied Yo Ho A Pirate's life for me zingt. Vanuit het grottenstelsel bereiken de boten het station. Vlak voor het station hangt een schedel dat aangeeft dat je pas uit mag stappen als de boot tot stilstand is gekomen.
Oorspronkelijk bevonden in de attractie zich geen animatronics van de personages uit de Pirate of the Caribbean films. Deze zijn toegevoegd in 2017 tijdens een grote renovatie.
In de attractie zijn op diverse punten Hidden Mickey's te vinden zo vaart de boot onder een hijsmast door, waaraan drie vaten rum bevestigd zijn. Deze drie vaten vormen het hoofd van Mickey. Ook zijn tegen het einde van de attractie diverse schatten en gouden munten te zien. Een aantal munten zijn zo bevestigd dat het hoofd van Mickey erin te zien is.

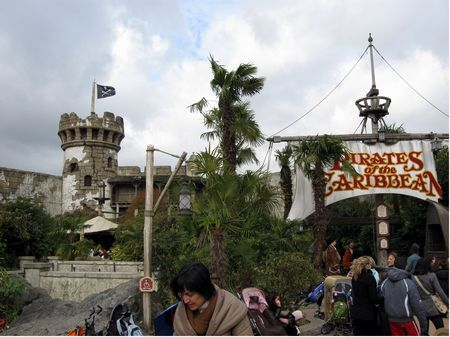
Entree
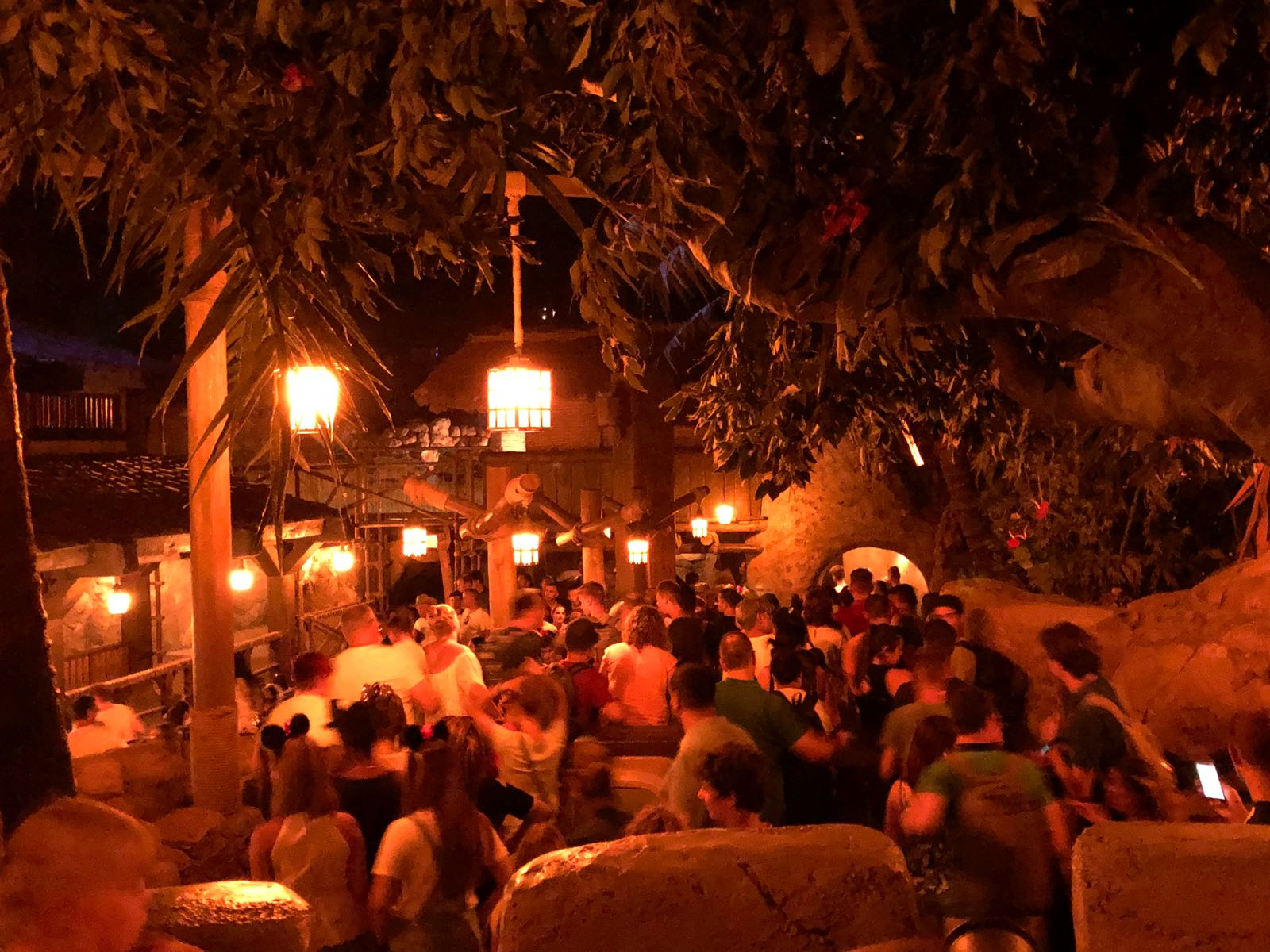
Station

### Shanghai Disneyland
In tegenstelling tot andere versies van de attractie, gebruikt Pirates of the Caribbean: Battle for the Sunken Treasure een verhaallijn gebaseerd op de gelijknamige filmreeks. Het combineert digitale projectietechnologie met traditionele decorstukken en animatronics. Walt Disney Imagineering ontwierp de attractie en Industrial Light & Magic creëerde de computer-gegenereerde visuele effecten.

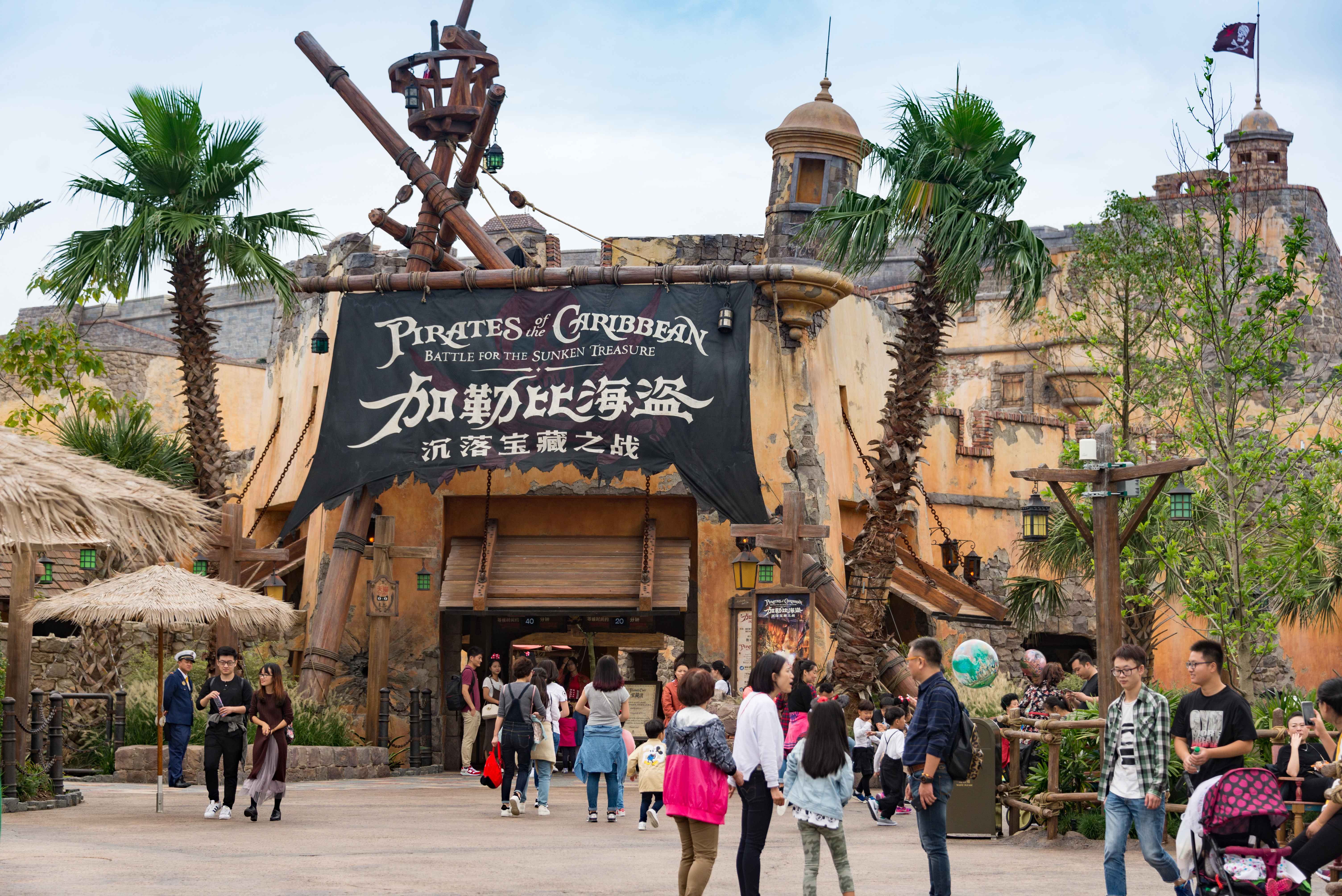
Entree
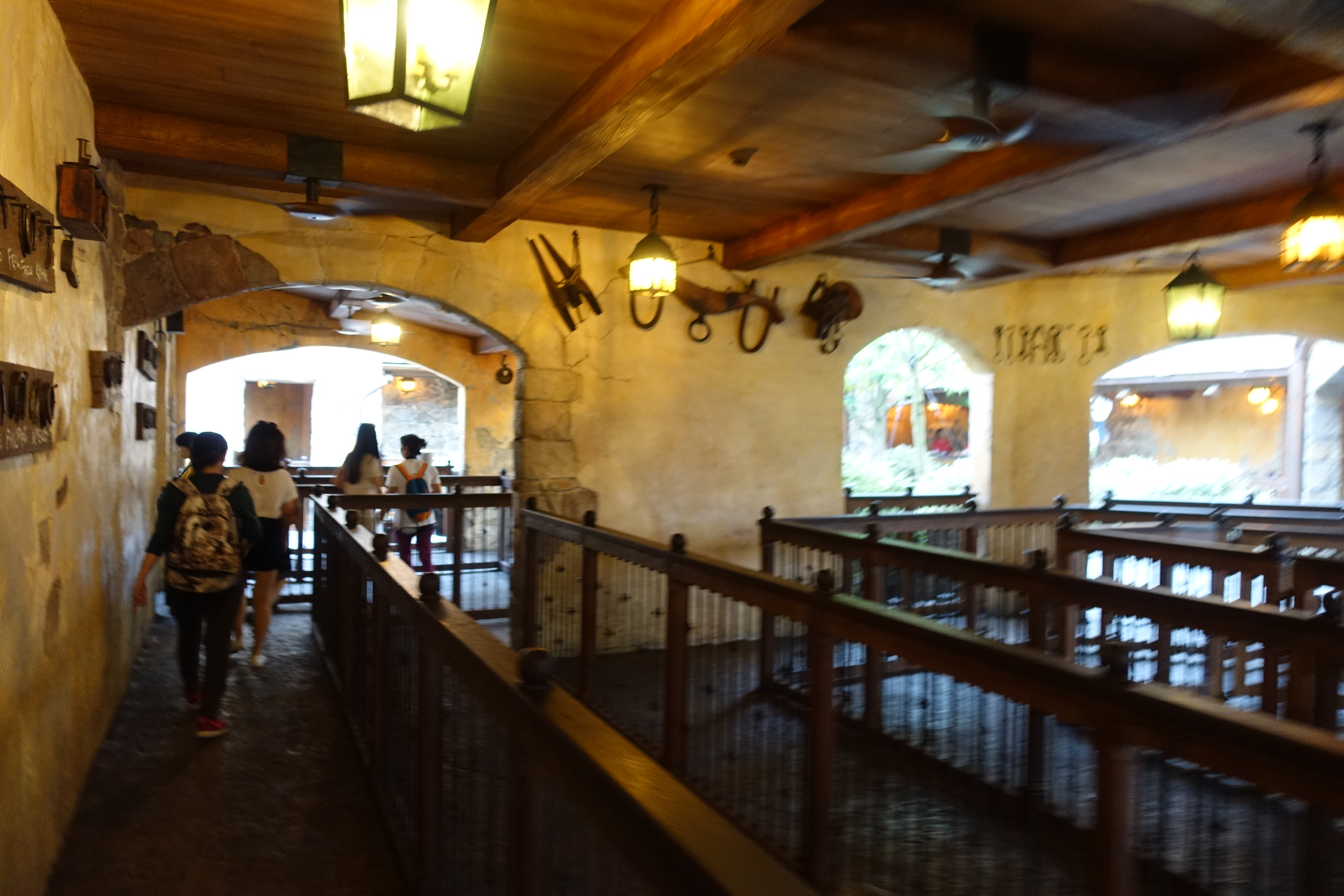
Wachtruimte
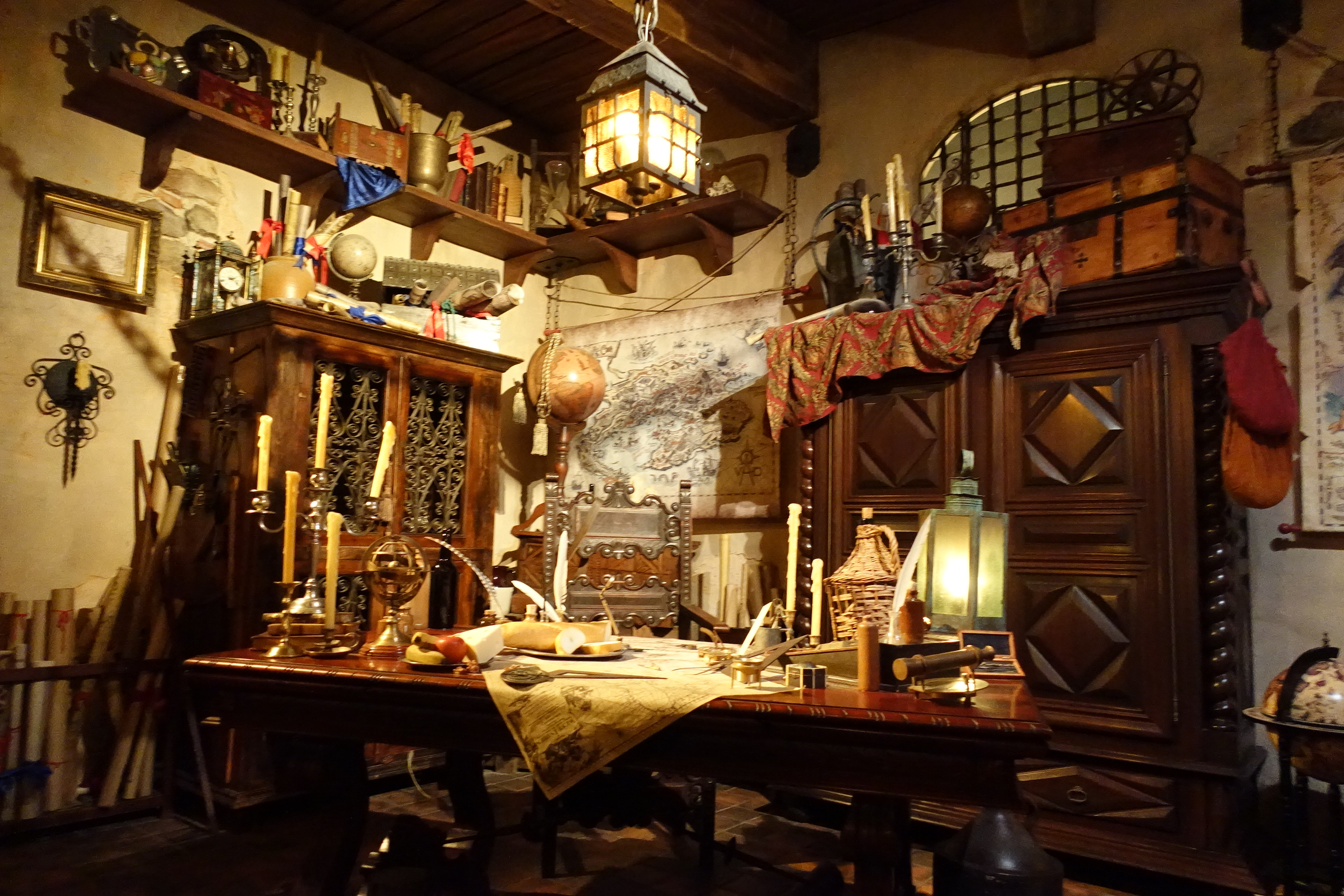

## Terugkoppeling op de films
Inmiddels zijn er vijf films op deze attractie gebaseerd en is er een hele merchandising rond het evenement opgezet. Als gevolg van het succes van de films met Johnny Depp in de hoofdrol als kapitein Jack Sparrow, zijn er kleine aanpassingen aan de versies in de twee Amerikaanse, het Japanse en het Franse Disney-resort gedaan, waardoor er nu animatronics van Johnny Depp's Jack Sparrow en Geoffrey Rush's kapitein Hector Barbossa te zien zijn tijdens de boottocht. Ook zijn er projecties te zien van Bill Nighy als Davy Jones, en Ian McShane als Blackbeard op een waterval waar de boten met bezoekers onderdoor varen. Deze scène speelt zich af in de Dodenmansgrotten waarbij de 2 piraten antwoord geven op 'Dead men tell no tales'.
De Shanghaise versie van de attractie daarentegen, Pirates of the Caribbean: Battle for the Sunken Treasure, is in zijn geheel gebaseerd op de filmserie. Aan de hand van figuren uit de films is een nieuwe storyline ontwikkeld, waarbij gasten Jack Sparrow helpen om een verzonken schat te claimen. In de attractie komen animatronics voor van Jack Sparrow, Maccus en Davy Jones, naast een aantal filmprojecties waarin enkele acteurs uit de filmserie een rol hebben.

## Inspiratie
De attractie heeft ontwerpers van andere attractiepark wereldwijd geïnspireerd. Hier zijn diverse attracties uit voortgekomen zoals: Piraten in Batavia in het Duitse Europa-Park en Fata Morgana in de Nederlandse Efteling.